# Grand Prix de Wallonie 2012
Il Grand Prix de Wallonie 2012, cinquantatreesima edizione della corsa, valido come evento dell'UCI Europe Tour 2012 categoria 1.1, si svolse il 12 settembre 2012 per un percorso di 203,1 km. Fu vinto dal francese Julien Simon, che giunse al traguardo in 4h 45' 51" alla media di 42,63 km/h.
Furono 96 i ciclisti che portarono a termine la competizione.

## Ordine d'arrivo (Top 10)
| Pos. | Corridore         | Squadra         | Tempo    |
| ---- | ----------------- | --------------- | -------- |
| 1    | Julien Simon      | Saur-Sojasun    | 4h45'51" |
| 2    | Greg Van Avermaet | BMC Racing      | s.t.     |
| 3    | Björn Leukemans   | Vacansoleil     | a 1"     |
| 4    | Luca Paolini      | Katusha         | a 3"     |
| 5    | Jan Bakelants     | RadioShack      | a 5"     |
| 6    | Bert De Waele     | Landbouwkrediet | a 7"     |
| 7    | Jasper Stuyven    | Bontrager       | a 10"    |
| 8    | Johnny Hoogerland | Vacansoleil     | s.t.     |
| 9    | Nacer Bouhanni    | FDJ-BigMat      | s.t.     |
| 10   | Marco Marcato     | Vacansoleil     | s.t.     |